# 巴西与第一次世界大战

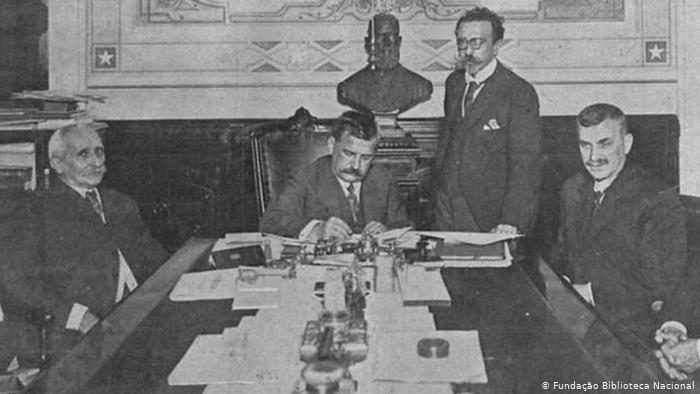
巴西總統文塞斯勞·布拉斯向同盟國宣戰

巴西与第一次世界大战是巴西在第一次世界大战期间的參戰情況。巴西第一共和国先以遵守《海牙公约》為由表示中立立场，目的是讓其产品（主要是咖啡、乳胶、工业产品）能順利出口。但由于德军潜艇屡次击沉巴西商船，巴西总统文塞斯勞·布拉斯于1917年向同盟國阵营宣战。巴西是唯一直接参与第一次世界大战的拉丁美洲国家。巴西对战事做出的主要贡献是派遣巴西海軍于大西洋海域巡航。